# Bogusław Michnik
Bogusław Michnik (ur. 29 grudnia 1945 w Ulinii, w gminie Wicko) – polski poeta i fotografik, animator życia artystycznego na ziemi kłodzkiej.

## Życiorys
Jako dziecko mieszkał we wsi Ulinia w okolicach Łeby, gdzie po wojnie początkowo osiedlili się jego rodzice po powrocie z przymusowych robót w Niemczech. Do szkoły podstawowej chodził w pobliskim Szczenurzu. Jako 14-latek przeprowadził się z rodziną na ziemię kłodzką do Dzikowca. Podjął naukę w Liceum Pedagogicznym w Kłodzku. Po jego ukończeniu w 1965 zatrudnił się w ówczesnym Powiatowym Ośrodku Kultury.
Członek Związku Polskich Artystów Fotografików, Honorowy Członek Fotografików Wschodnioczeskich i czesko-polskiej grupy „Nowe Widzenie”.

## Twórczość
Bogusław Michnik jest fotografikiem, poetą, animatorem kultury, redaktorem i wydawcą.
Jako poeta jest autorem kilku tomików i almanachów poezji oraz współautorem kilku antologii; jako fotografik autorem czterdziestu wystaw indywidualnych oraz projektów artystycznych. Uważa przy tym, że jego fotografie to nienapisane wiersze.

### Poezja
Debiutował jeszcze w klasie maturalnej, jego wiersze ukazały się w czasopiśmie „Odra” i w miesięczniku „Nasz Klub” w 1965 r. Dołączył do grupy poetyckiej, którą tworzyli Jan Kulka i Anna Zelenay. W tym samym roku złożył tomik Siedząc tak w głębi, który dwa lata później ukazał się nakładem wydawnictwa Ossolineum. Brał udział w organizowanych przez grupę od 1961 Kłodzkich Wiosnach Poetyckich, na których bywali m.in. Mieczysław Jastrun, Julian Przyboś, Miron Białoszewski, Jacek Łukasiewicz. Później sam je organizował do 1974, taką próbę podjął też w 1981, bezskuteczną wskutek wprowadzenia stanu wojennego.
Drukował m.in. w „Literaturze”, „Poezji”, „Życiu Literackim”, „Tygodniku Kulturalnym”, „Nurcie”, „Współczesności”, „Faktach i Myślach”.

### Fotografia artystyczna i karykatura
Pasją Michnika jest fotografia artystyczna, której poświęcił się całkowicie w późniejszych latach. Wystawiał w kraju oraz Czechach, Niemczech, Francji, Hiszpanii, Japonii, Ameryce Południowej i Maroku.
Od lat 60. XX w. wykonywał także karykatury. Pierwsze zostały zamieszczone w publikacji pt. Kłodzkie Wiosny Poetyckie, gdzie sportretował wybitnych literatów i krytyków literackich, którzy przybywali do Kłodzka na to wydarzenie w latach 1961–1974. Kolejne karykatury z późniejszych lat przedstawiają znane postaci z życia politycznego i kulturalnego oraz kłodzczan.

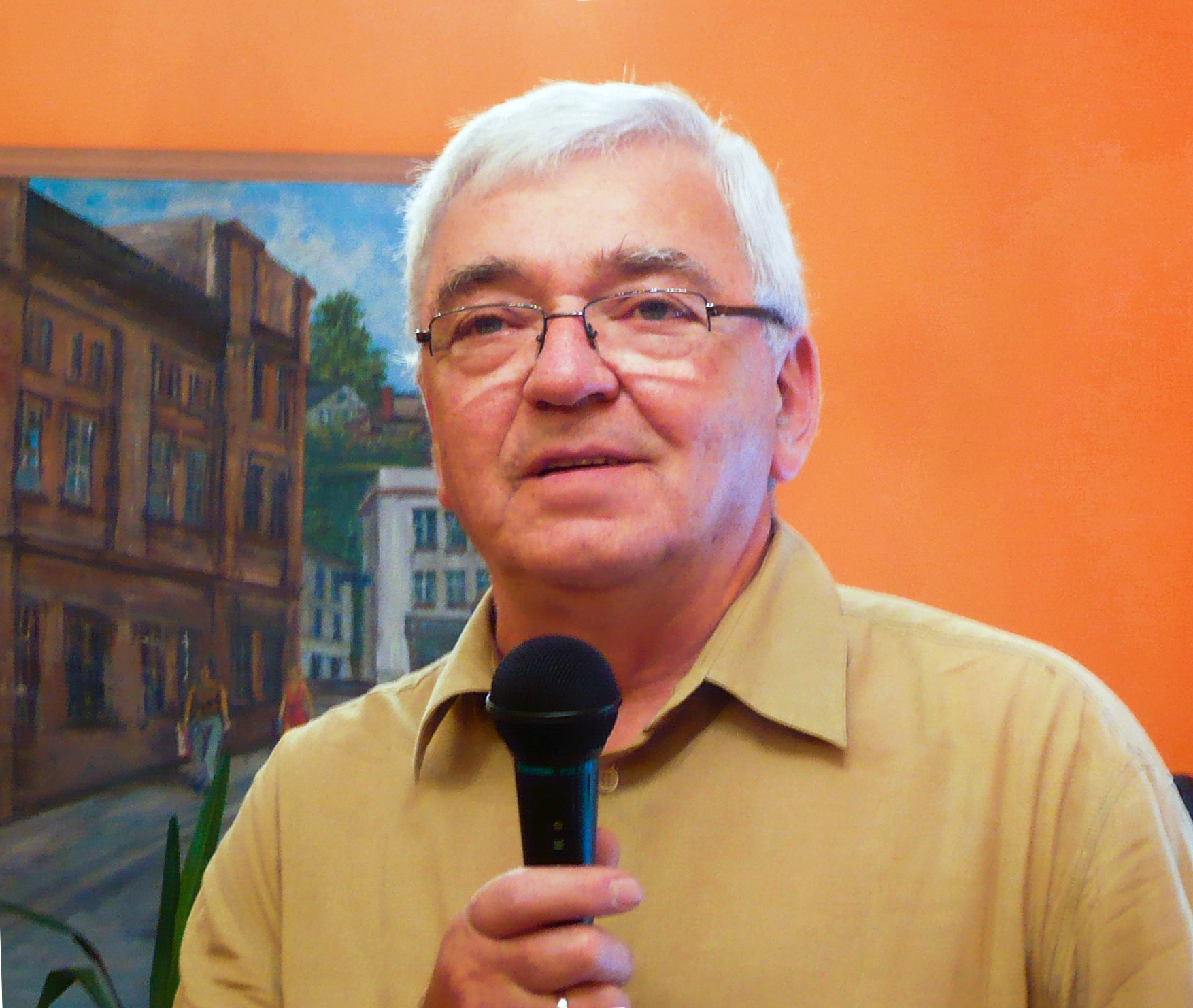
B. Michnik (2016)
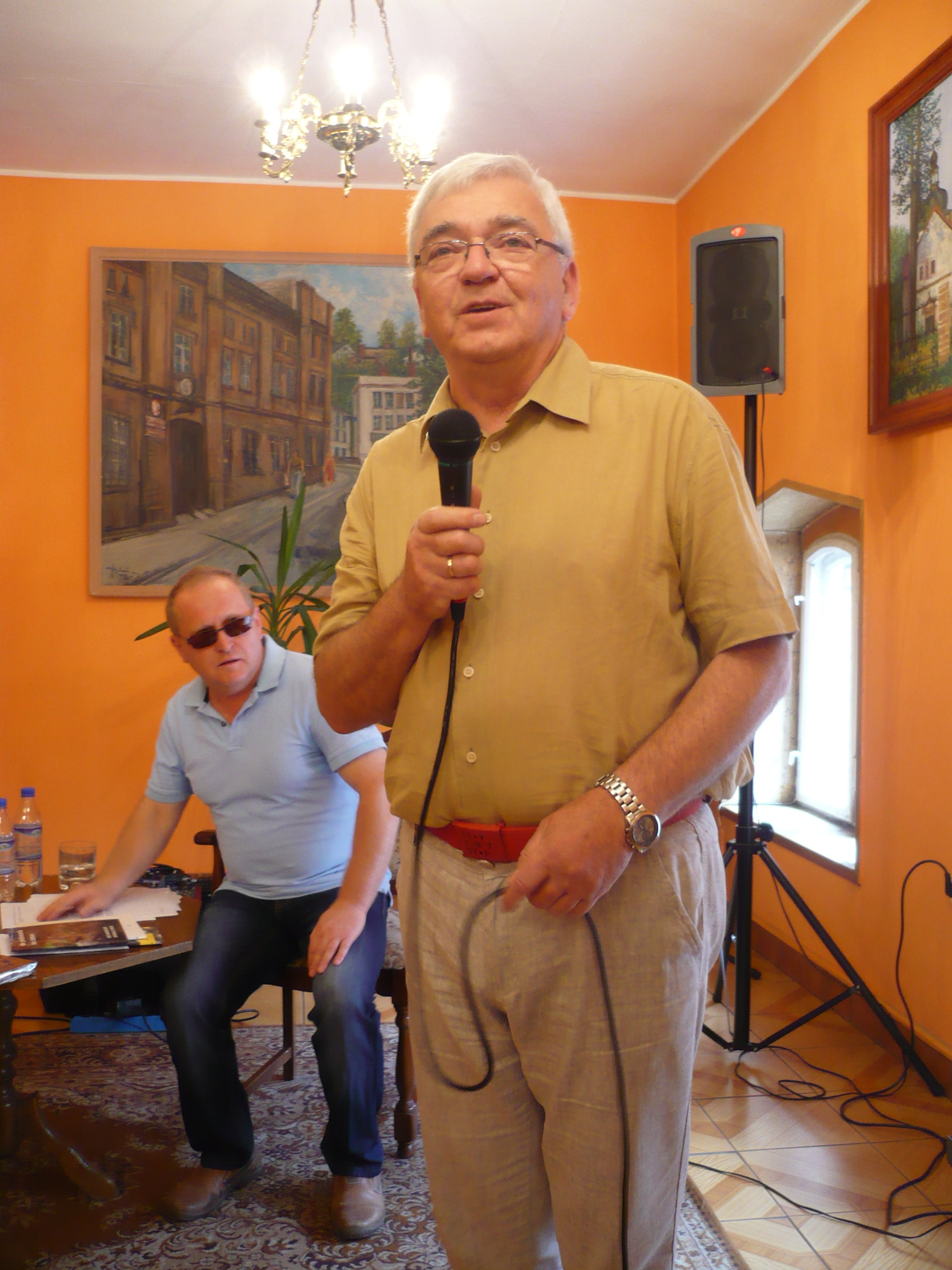
Z K. Maliszewskim
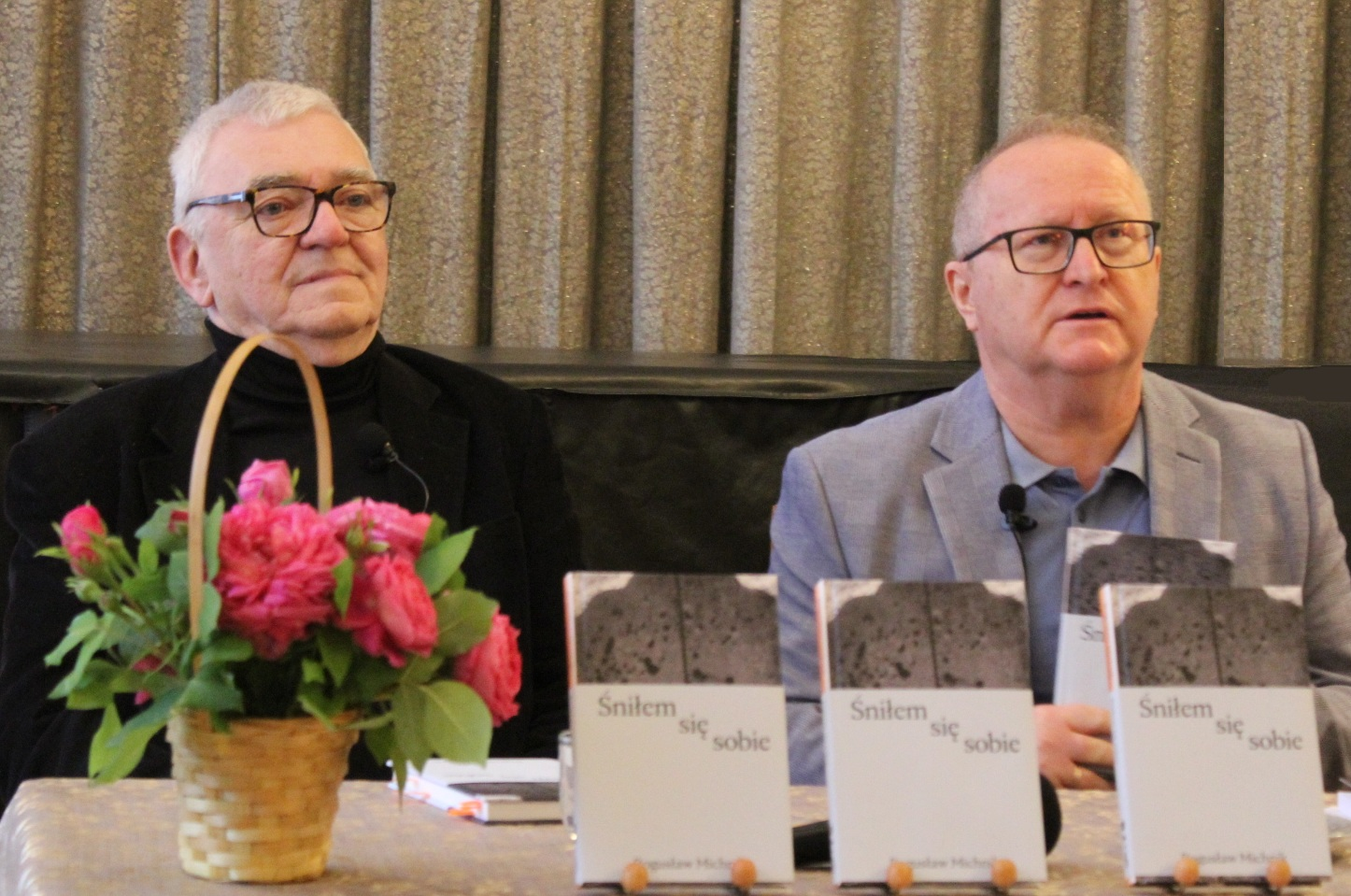
Z K. Maliszewskim

## Tomiki poetyckie
- Siedząc tak w głębi, Wrocław 1967, Ossolineum
- Wiersze, Kłodzko 1972, wyd. Powiatowy Dom Kultury
- Dziesięć wierszy, Wałbrzych 1977
- Teksty. Poezja konkretna, Kłodzko 1977
- Wiersze ostatnie o Matce, Kłodzko 1981, wyd. KOK,
- Epizod, Wrocław 1986, wyd. OTO „Kalambur”,
- Wiersze ostatnie o Matce, wyd. 2, Kłodzko 2013, KTO[10]
- Śniłem się sobie, Wrocław 2025, OKiS[11]

## Opracowania
- Zbliżenia: IX Kłodzka Wiosna Poetycka, 21–23 kwietnia 1972 r. Kłodzko–Polanica Zdrój, wybór i opracowanie, wyd. Powiatowy Dom Kultury, Kłodzko 1972
- Motyw kłodzki. Wiersze o Kłodzku i ziemi kłodzkiej, wybór i opracowanie, wyd. TMZK, Ossolineum, Kłodzko 1972
- Motywy: przypisy do Ziemi Kłodzkiej, wybór i opracowanie, wyd. Komisja Krajoznawcza przy Zarządzie Oddziału PTTK, Kłodzko 1976.

## Wystawy indywidualne
- 1975: Tak – Nie (poezja konkretna), Milicz
- 1976: Poezja wizualna, Trzcianka–Piła
- 1977: Teksty, Wrocław
- 1984: Lekcja ciszy (poezja konkretna), Kłodzko
- 1985: Wystawa fotografii, Kłodzko
- 1986: Fotografie, Wrocław
- 1987: Fotografie, Łomża
- 1989: Pod światłem Wrocław
- 1989: Hypomnema, Stuttgart
- 1990: Wybór, Jelenia Góra
- 1993: Homogramy, Wrocław
- 1993: Samo ze seba (Samo z siebie), Bratysława
- 1994: Galeria Sztuki, Kłodzko
- 1996: Volba, Nachod
- 1998: Niewymierność ciszy i przestrzeni, Wrocław
- 2016: Karykatury, Kłodzko
- 2023: Hommage to…, KOK, Galeria sztuki pARTer, Kłodzko[12][13][4];
- 2025: Hommage to…, Galeria Okno, Słubice[3].

## Nagrody i odznaczenia
Bogusław Michnik został nagrodzony wieloma odznaczeniami, tytułami i nagrodami:
- 1974: Medal „Za Zasługi dla Miasta Kłodzka” i Nagroda Miasta Kłodzka
- 1975: Nagroda Koła Młodych Oddziału ZLP we Wrocławiu
- 1977: Odznaka „Zasłużony Działacz Kultury”
- 1981: Srebrny Krzyż Zasługi
- 1985: Nagroda Wojewody Wałbrzyskiego za osiągnięcia artystyczne
- 1988: Nagroda Prasy Dolnośląskiej (za animację życia literackiego)
- 1998: Nagroda Wojewody Wałbrzyskiego w dziedzinie kultury i sztuki
- 2003: Odznaka „Zasłużony dla Kultury Polskiej” nadana przez MK
- 2023: Odznaka Honorowa Powiatu Kłodzkiego[15]